# گذرگاه (فیلم)
گذرگاه (انگلیسی: Causeway) فیلمی آمریکایی در ژانر درام روان‌شناختی به کارگردانی لیلا نوگباور است که در ۲۰۲۲ منتشر شد. این فیلم از فیلم‌نامه‌ای به نویسندگی آتوسا مشفق، لوک گوبل و الیزابت سندرز ساخته شده‌است و جنیفر لارنس و برایان تایری هنری در آن ایفای نقش کرده‌اند. داستان دربارهٔ لینزی (لارنس)، سربازی است که در حین اعزام به افغانستان دچار آسیب مغزی می‌شود و در تلاش است تا خود را با زندگی در زادگاهش وفق دهد. لیندا ایمند، جین هودیشل، استیون مک‌کینلی هندرسون و راسل هاروارد در نقش‌های مکمل حضور دارند.
گذرگاه در ۱۰ سپتامبر ۲۰۲۲ در جشنوارهٔ فیلم تورنتو به نمایش درآمد. این فیلم در ۲۸ اکتبر اکران محدودی در سینما داشت و در ۴ نوامبر از طریق اپل تی‌وی پلاس منتشر شد. این فیلم نقدهای مثبتی را از منتقدان دریافت کرده‌است و نقش‌آفرینی بازیگران تحسین شده‌است.
این فیلم در ایران با نام مسیر میان آبی به نمایش در آمده است.

## بازیگران
- جنیفر لارنس در نقش لینزی

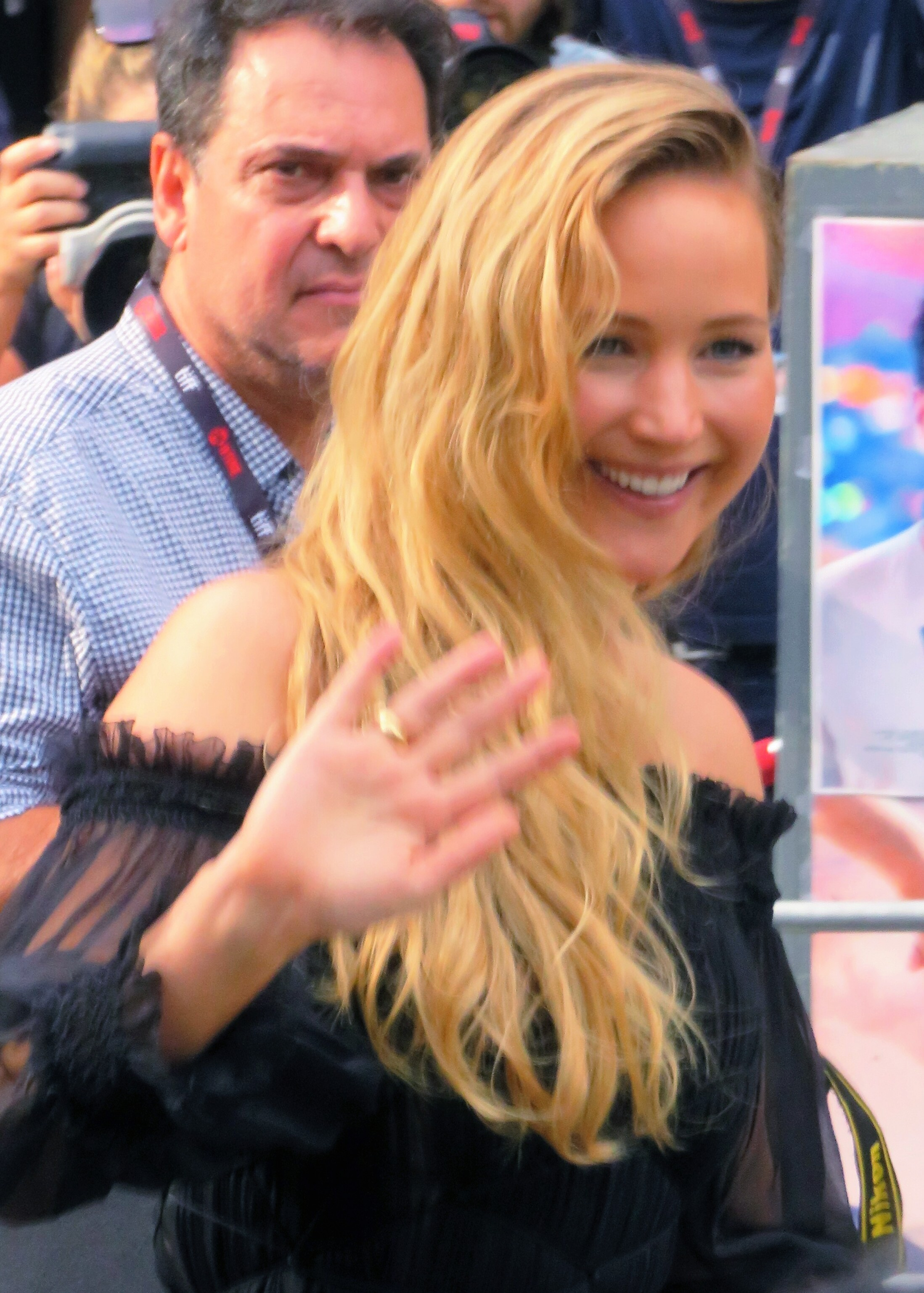
لارنس در افتتاحیهٔ فیلم در جشنواره بین‌المللی فیلم تورنتو ۲۰۲۲

- برایان تایری هنری در نقش جیمز اوکوین
- لیندا ایمند در نقش گلوریا
- جین هودیشل در نقش شارون
- استیون مک‌کینلی هندرسون در نقش دکتر لوکاس
- راسل هاروارد در نقش جاستین
- شان کارواخال در نقش سانتیاگو
- فرد ولر در نقش ریک
- ویل پولن در نقش برو
- نیل هاف در نقش روان‌شناس اعصاب
- جاشوا هال در نقش پیمان‌کار امنیتی

## تولید
در آوریل ۲۰۱۹ اعلام شد که جنیفر لارنس و برایان تایری هنری به گروه بازیگران یک فیلم درام بی‌نام پیوسته‌اند که لیلا نوگباور آن را از روی فیلمنامه‌ای به نویسندگی الیزابت سندرز کارگردانی می‌کند. لارنس، جاستین پولسکی، الی بوش و اسکات رودین به ترتیب روی بنر Excellent Cadaver و آی‌ای‌سی به عنوان تهیه‌کننده فیلم اعلام شدند و ای۲۴ آن را توزیع می‌کند.
تولید فیلم در تابستان ۲۰۱۹ در نیواورلئان آغاز شد، اما به دلیل طوفان بری به تعویق افتاد. تولید در مارس ۲۰۲۰ مجدداً آغاز شد، اما بار دیگر به دلیل همه‌گیری کووید-۱۹ به تعویق افتاد و در تابستان ۲۰۲۱ تکمیل شد.
در آوریل ۲۰۲۱، به دنبال اتهاماتی که درمورد اسکات رودین اعلام شد، او در مقام تهیه‌کننده از پروژه اخراج شد. در دسامبر ۲۰۲۱، انجمن نویسندگان آمریکا نام‌های نویسندهٔ فیلم‌نامهٔ نهایی را سندرز و تیم آتوسا مشفق و لوک گوبل اعلام کرد.

## انتشار
در ژوئیه ۲۰۲۲ اعلام شد که اپل تی‌وی پلاس فیلم را توزیع خواهد کرد. اولین افتتاحیهٔ جهانی گذرگاه در ۱۰ سپتامبر ۲۰۲۲ در جشنواره بین‌المللی فیلم تورنتو برگزار شد. افتتاحیهٔ اروپایی آن در ۲۸ اکتبر در جشنواره فیلم لندن برگزار شد. این فیلم در ۲۸ اکتبر انتشار محدودی در سینماها داشت و در ۴ نوامبر ۲۰۲۲ از طریق اپل تی‌وی پلاس منتشر شد.

## بازخورد
گذرگاه در وبگاه نقد و بررسی راتن تومیتوز بر اساس نظر جمعی ۱۰۳ منتقد، امتیاز ۸۵٪ با نمرهٔ ۷٫۱۰/۱۰ را کسب کرده‌است. اجماع منتقدان این وبگاه چنین است: «گذرگاه نگاهی قدرتمندانه به اثرات ماندگار تروما می‌اندازد، که به‌وسیلهٔ اجراهای گیرای جنیفر لارنس و برایان تایری هنری رهبری می‌شود.» این فیلم در متاکریتیک، که از میانگین وزنی استفاده می‌کند، بر اساس نظر ۳۳ منتقد امتیاز ۶۵ از ۱۰۰ را کسب کرده که نشان‌گر «بازبینی‌های به‌طور کلی مطلوب» است.